# Principio di Pareto
Il principio di Pareto è un risultato di natura statistico-empirica che si riscontra in molti sistemi complessi dotati di una struttura di causa-effetto. Il principio afferma che circa il 20% delle cause provoca l'80% degli effetti. Questi valori vanno da intendersi come qualitativi e approssimativi.
Esso prende il nome da Vilfredo Pareto (1848-1923), uno dei maggiori economisti e sociologi italiani e trova applicazione in una sorprendente moltitudine di ambiti e discipline.

## Principio della scarsità
Pareto, studiando la distribuzione dei redditi, nel 1897 dimostrò che in una data regione solo pochi individui possedevano la maggior parte della ricchezza. Aveva constatato infatti che in Italia all'epoca circa il 20% della popolazione possedeva l'80% delle terre.
Questa osservazione ispirò la cosiddetta "legge 80/20", una legge empirica di natura statistica che fu poi riformulata anche da Joseph M. Juran, ma che è nota anche con il nome di principio di Pareto (o principio della scarsità dei fattori), e che è sintetizzabile nell'affermazione: la maggior parte degli effetti è dovuta a un numero ristretto di cause (considerando grandi numeri). Questo principio, in realtà, è il risultato della distribuzione paretiana.
Naturalmente i valori 80% e 20% sono ottenuti mediante osservazioni empiriche e sono solo indicativi, ma è interessante notare come numerosi fenomeni abbiano una distribuzione statistica in linea con questi valori. A titolo di esempio si noti come la distribuzione mondiale del reddito pro capite si avvicini a tali valori:
| Quantile della popolazione | Reddito |
| -------------------------- | ------- |
| Primo (i più ricchi) 20%   | 82,75%  |
| Secondo 20%                | 11,75%  |
| Terzo 20%                  | 2,30%   |
| Quarto 20%                 | 1,85%   |
| Quinto (i più poveri) 20%  | 1,40%   |

Questo principio può avere diverse applicazioni pratiche in diversi settori, ad esempio:
- economia: l'80% delle ricchezze è in mano al 20% della popolazione; il 20% dei venditori fa l'80% delle vendite; per treni e aerei l'80% dei ricavi deriva da un 20% di rotte non in perdita; l'80% del deficit sanitario italiano è localizzato in un 20% di ASL sparse sul territorio.
- qualità: il 20% dei tipi possibili di guasto in un processo produttivo genera l'80% delle non conformità totali. Oppure: l'80% dei reclami proviene dal 20% dei clienti.
- informatica: l'80% del tempo di esecuzione è impiegato solo dal 20% delle istruzioni di un programma; l'80% delle operazioni degli utenti sono dovute al 20% delle funzioni a disposizione di un applicativo; l'80% degli errori di codifica è riconducibile al 20% dei moduli; l'80% dei visitatori di un sito vede solo il 20% delle pagine.
- controllo di gestione: l'80% dei costi è determinato dal 20% delle attività svolte; l'80% del valore del magazzino è determinato dal 20% degli articoli totali.

Esistono esempi che seguono la legge di Pareto in modo ricorsivo (e in matematica possono rappresentare casi di frattali); ad esempio, un mercato nel quale il 20% delle società quotate genera l'80% del valore di borsa, e a sua volta il 20% (di tale 20%) genera l'80% della capitalizzazione e degli utili. È tuttavia interessante notare come, secondo alcuni osservatori, la regola 80/20 è causata dai limiti del mondo fisico che, tendendo a spostare l'attenzione dall'80% dei fattori meno influenti verso il 20% più influenti, in qualche modo auto-sostiene questo rapporto.
Sfruttando queste osservazioni, è possibile analizzare un insieme di dati in modo da determinare le poche variabili (fra le tante in esame) che influenzano in modo significativo i risultati finali di un determinato fenomeno (analisi di Pareto). Uno strumento utile a tale scopo è il cosiddetto diagramma di Pareto che consiste in un istogramma della distribuzione percentuale di un fenomeno, ordinato in senso decrescente, affiancato al grafico delle frequenze cumulate (curva di Lorenz).

### Analisi ABC
Il diagramma può essere suddiviso in tre classi di analisi: settore A in corrispondenza di una frequenza cumulata dell'80% (cui corrisponde in ascissa un valore intorno al 20%, secondo appunto la legge di Pareto), e altri due settori con progressivamente minore incidenza, in genere secondo una tabella analoga alla seguente, che rappresenta – a titolo di esempio – il valore economico e la numerosità degli articoli presenti in un magazzino:
| Valore / Numerosità           | Classe |
| ----------------------------- | ------ |
| Valore 80 % / Numerosità 20 % | A      |
| Valore 15 % / Numerosità 30 % | B      |
| Valore 5 % / Numerosità 50 %  | C      |

L'analisi tramite curve ABC è applicata in vari ambiti dell'organizzazione del lavoro e nei processi decisionali.